# Дубровний Тарас Миколайович
Дубровний Тарас Миколайович (7 листопада 1979, м. Львів) — український музикознавець, кандитат мистецтвознавства, доцент, член НТШ та ГМТ, член Вченої ради Львівського національного університету імені Івана Франка, член Вченої ради факультету культури і мистецтв Львівського національного університету імені Івана Франка, завідувач кафедри музикознавства та хорового мистецтва ЛНУ імені Івана Франка

## Біографія
Народився 7 листопада 1979 року у м. Львові. У 1997 році закінчив Львівську середню спеціальну музичну школу-інтернат ім. С. Крушельницької. У період 1997—2002 рр. навчався у Львівській державній музичній академії ім. М. В. Лисенка на фортепіанному факультеті у класі професора Криштальського О. Р. У 2002—2003 рр. навчався у магістратурі ЛДМА ім. М. В. Лисенка під керівництвом професора Крушельницької М. Т. З 2004 р. здобувач кафедри теорії музики ЛНМА ім. М. В. Лисенка. З 2005 р. викладач кафедри музичної україністики та медієвістики, а з 2007 р. старший викладач кафедри загального і спеціалізованого фортепіано ЛНМА ім. М. В. Лисенка. З 2010 року і до сьогодні доцент кафедри музикознавства факультету культури і мистецтв ЛНУ імені Івана Франка. Кандидат мистецтвознавства (2007), доцент (2012), член Наукового товариства ім. Т. Шевченка (2008), член Науково-технічної ради університету (2010-2017) та Вченої ради факультету культури і мистецтв (з 2010). Заступник декана з наукової та навчальної роботи факультету культури і мистецтв Львівського національного університету імені Івана Франка(2010-2017).З 2021 року член великої Вченої ради Університету. З 2022 року завідувач кафедри музикознавства та хорового мистецтва ЛНУ ім. Івана Франка.

## Наукові інтереси
Українська музична культура XX століття; феномен національного різновиду постмодернізму.

## Наукова діяльність
Автор трьох монографій:
- «Фортепіанна творчість Анатолія Кос-Анатольського в проекції стилю доби». — Львів: НТШ, 2007. — 184 с. (монографія) (2007);
- «Спогади сучасників про Анатоля Кос-Анатольського». — Вид. «Аз-Арт». — Львів, 2009. — 138 с. (Ред. упорядник);
- «Олег Криштальський. Спогади». — Львів, 2010. — 134 с. (Ред. упорядник);

а також близько 30 наукових публікацій у вітчизняних та іноземних фахових виданнях:
- Прояви естетики постмодернізму в українській фортепіанній музиці 60-90 рр. XX ст./ Вісник львівського університету. Серія мистецтвознавство. — Львів, 2004. — Вип.4. — С. 69-76.
- Камо грядеши, постмодернізме?/ Музика в просторі сучасності: друга половина XX — початок XXI ст. / Науковий вісник НМАУ ім. П. І. Чайковського. — Київ, 2007. — Вип. 68. — С. 233—242.
- Прояви естетики українського музичного постмодернізму у фортепіанній спадщині Анатолія Кос-Анатольського / Музична україністика: сучасний вимір / Збірник наукових статей на пошану доктора мистецтвознавства, професора, члена- кореспондента АМУ Алли Терещенко / Ред. Упорядник М. Ржевська. — Київ — Івано-Франківськ: Видавець Третяк І. Я., 2008. — Вип.2. — С.2017-224.
- Фортепіанна спадщина Анатолія Кос-Анатольського у стильових акцентах доби.
- Записки Наукового товариства імені Шевченка / Праці музикознавчої комісії. — Ред. О. Купчинський. — Львів, 2009. — Том CCCLVIII. — С. 405—415.
- Камерно-інструментальний ансамбль: історія, теорія, практика/ Наукові збірки ЛНМА ім. М. В. Лисенка. — Виконавське мист-во. — Вип. 25. — До 60-річчя кафедри камерного ансамблю та квартету ЛНМА ім. М. Лисенка. — Львів: Сполом, 2011. — С. 409—412.
- Штрихи до портрету Олега Криштальського / Т. М. Дубровний // Вісник Львівського університету. Серія Мистецтвознавство. — Вип. 11. — Львів, 2012. — С. 69-77.
- Педагогічні принципи піаніста Олега Криштальського // Львівсько-ряшівські наукові зошити. — Вид-во ЛНУ ім. Івана Франка. — Львів-Ряшів, № 1 — 2013. — С. 55-58.
- Dubrovny T. Kultura ukraińska w posttotalitarnym społeczeństwie / Przyszlosc w kulturze/ Prace Kulturoznawcze. — T. XV. — Acta Uniwesytatis Wratislaviensis, № 3487. — Wrocław 2013. — S. 203—212.